# Балтазар фон Алефелд
Балтазар фон Алефелд (на немски: Balthasar von Ahlefeldt; * 29 октомври 1559 в Хайлигенщедтен, Щайнбург, Шлезвиг-Холщайн; † 8 март 1626 в Киел) е благородник от род Алефелд, кралски съветник и кралски съветник и амт-ман на Фленсбург, Рендсбург и Щайнбург, господар на Колмар, Драге и Хайлигенщедтен.
Той е син на Буркхард фон Алефелд († 1560 от раните във война) и съпругата му Доротея Рантцау († декември 1559), дъщеря на Каспер Рантцау-Нинхауз (1485 – 1562 ) и Маргрета Хенекесдатер фон Рантцау. Внук е на Кристофер фон Алефелд († 1532) и Хелвиг Крумедиге († 1562/1565).
Балтазар служи като млад в двора на датския крал Фредерик II и след това пътува през Италия, Германия и Франция. През 1583 г. той се връща в Германия и построява новия дворец Хайлигенщедтен. През 1589 г. той става съветник на херцог Йохан Адолф фон Шлезвиг-Холщайн-Готорп и през 1593 г. кралски съветник и „амт-ман“ на Фленсбург, Рендсбург и Щайнбург.
Балтазар фон Алефелд умира на 66 години на 8 март 1626 г. в Кил и е погребан в църквата „Св. Лауренциус“ в Итцехое.

## Фамилия
Балтазар фон Алефелд се жени на 13 октомври 1583 г. в Брайтенбург, Щайнбург, за Маргарета фон Рантцау (* 18 октомври 1568, Зегеберг; † 5 януари 1629, Емден, Източна Фризия), дъщеря на Хайнрих Рантцау (1526 – 1598), датски щатхалтер в Шлезвиг-Холщайн, и Кристина фон Хале (1533 – 1603). Те имат една дъщеря:
- Доротея фон Алефелд (* 4 август 1586, Хайлигенщетен; † 23 януари 1647, Драге), наследничка, омъжена I. 1601 г. за Марквард Рантцау (* 1571; † 11 януари 1613, Хаселбург), II. на 27 февруари 1614 г. за Детлев Рантцау (* 10 август 1577 в Путлос; † 19 март 1639 в Драге)